# حرق محكوم

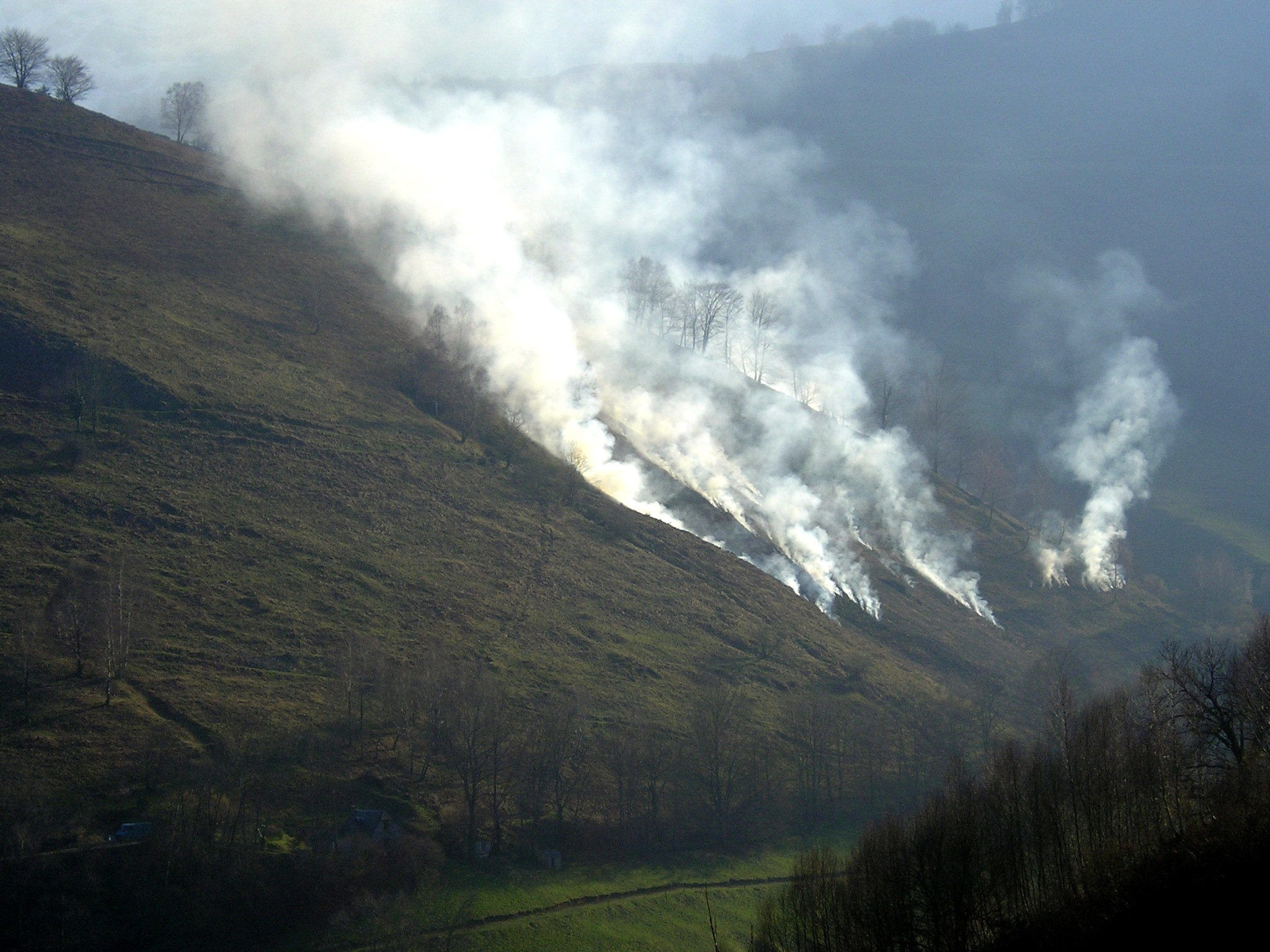

الحرق المحكوم (ويُدعى أيضًا: الحرق الموصوف أو حرق تقليل الأخطار أو الحرق المضاد) إحراق بعض الغابات عن قصد، لإدارتها أو زراعتها أو إحياء سهوب البراري أو تقليل الغازات الدفيئة. يُشار بالحرق المحكوم أيضا إلى إحراق الوقود ومخلفات قطع الأشجار في «أكوام الحرق». الحريق جزء طبيعي من أنظمة البيئات الغابيّة والعشبية، والحرق المحكوم يمكن أن يكون من أدوات حرّاس الغابات.
يُجرى حرق تقليل الأخطار أو الحرق المحكوم في الأشهر الباردة نسبيًّا، لتقليل تراكم والوقود واحتمالية تضخم الحرائق وخروجها عن السيطرة. يحفز الحرق المحكوم إنبات بعض الأشجار الغابية المرغوبة، ويكشف الطبقات المعدنية للتربة، فيزيد حيوية الشتلات وينعش الغابة. في بعض المخاريط الصنوبرية -كمخاريط السَّكُوْيَة العملاقة والصنوبر الملتوي- لا تخرج البذور إلا بعد حفز، كما في شجيرات الغابة الحرشية، فتحتاج إلى حرارة الحرائق لتنفتح مُخرجة البذور.
في البلدان الصناعية يخضع الحرق المحكوم عادة لإشراف سلطات السيطرة على الحرائق، التزامًا باللوائح والتصاريح.

## تاريخه
لحرائق الغابات سببان رئيسان: أحدهما طبيعي (البرق)، والثاني هو البشر. للحرائق المحكومة تاريخ طويل في عملية إدارة الغابات. اعتمدت مجتمعات ما قبل الزراعة على النار لتنظيم الحياة النباتية والحيوانية. وَثقت دراسات تاريخ النار حرائق غابيّة دورية، افتعلها السكان الأصليون لأستراليا وأمريكا الشمالية.
كانت الحرائق بنوعيها، الطبيعي والموصوف، من مظاهر الحياة الطبيعية في مناطق كثيرة. انتهت تلك الممارسات في أوائل القرن العشرين، لما وُضعت قوانين لوقف جميع الحرائق. من 1995 أخذت إدارة الغابات الأمريكية تُدمج الحرق شيئا فشيئا في سياساتها الخاصة بإدارة الغابات.

## الحرق المضاد
الحرق المضاد: إشعال حريق صغير على طول حاجز ناري -طبيعي أو صناعي- لحريق رئيس أكبر. يقلل الحرق المضاد كمية الوقود الذي يكون أمام الحريق الرئيس حين وصوله إلى الحاجز المحروق.
يُستعمل الحرق المضاد في الحرق المحكوم وحرائق الغابات: فيُستعمل في الحرائق المخطَّطة لعمل «خط أسود»، ويُستعمل أيضًا لكبح حريق غابِيّ مستعر بالفعل. عادة ما تُستعمل الحواجز النارية أيضًا بصفتها نقاط تثبيت لإنشاء خطوط نيران على طول المعالم الطبيعية التي من قبيل الأنهار والطرقات والأراضي الغابيّة المجروفة. سُميت هذه الطريقة «الحرق المضاد» لأن حرائقها الصغيرة تُصمَّم لتتحرك في اتجاه مضاد لاتجاه الحريق الرئيس، وعادة ما تكون حركتها معاكسة للرياح القريبة من الأرض.

## استعمال الغابات
من أغراض الحرق المحكوم الوقاية من الحرائق. أثناء الجفاف الذي شهدته فلوريدا في 1995، وقعت حرائق غابِيّة كارثية أحرقت منازل كثيرة جدًّا، فأشار مسؤولو شعبة الغابات إلى أن السبب الرئيس هو إلغاء الحرق المحكوم قبلئذ، بعد شكاوى من مُلّاك بيوت. كل عام تتكون طبقة جديدة من أوراق الشجر والأغصان المتساقطة، فتزداد احتمالية نشوب حرائق مستعرة يصعب السيطرة عليها. 
أحيانًا ما تُشعل الحرائق المحكومة بواسطة أداة تُدعى «مِشعَلًا تقطيريًّا»، تتيح توجيه دفقات وقودية منتظمة إلى الأرض حسب الحاجة. وللمشعل صور أخرى، منها «مشعل المروحيات» الذي يكون مركَّبًا في طائرة مروحية، أو ما يُوضع منه على جوانب سيارات. يمكن استعمال تقنية نارية تُدعى «المادة المتوهجة» في إشعال الوقود القريب، أما الوقود البعيد فيمكن إشعاله بمسدس ألعاب نارية.
لإحراق مخلفات قطع الأشجار عدة أساليب من الحرق المحكوم. الحرق الميداني هو حرق مخلفات القطع المتفرقة على مساحة واسعة. والحرق الكَومي هو تجميع المخلفات في أكوام قبل حرقها، وتُدعى تلك الأكوام أيضًا «مَشعلة». قد تضر الحرارة العالية بالتربة، فتتلفها بنيويًّا أو كيميائيا أو تعقيميًّا. عادة ما يكون الحرق الميداني أقل حرارة، فلا يضر بالتربة كما الحرق الكومي، لكن توجد على أي حال طرائق لعلاج التربة بعد الحرق. في الحرق الميداني تُترك المخلفات لتنضغط وتندمج بمرور الوقت، أو تُضغط بآلات. هذا يجعل النيران المتولدة أخف، ما لم تكن المخلفات شديدة الانضغاط. لكن التربة قد تتضرر بضغط المخلفات آليًّا. 
يؤدي الحرق المحكوم إلى تقليل الوقود، وقد يحسن بيئة الغابات. فيسيطر على النباتات المتنافسة وآفات الأشجار، ويحسّن العلف على المدى القصير لغرض الرعي، ويسهّل التنقل، ويساعد على بقاء الأنواع المعتمدة على النار. وفي غابات الصنوبر الناضج الطويل الأوراق يَدعم موئل «نقار الخشب الأحمر الشريطة» المهدد بالانقراض الذي يسكن الكثبان والسافانا الصنوبرية.
يُظن أيضا أن النار عنصر ضروري لبقاء أفعى لويزيانا الصنوبرية المهددة بالانقراض في موئلها بغابات الصنوبر الطويل الأوراق الموجود في وسط لويزيانا وشرق تكساس. لكن لا يوافق على هذا النهج البسيط علماء عديدون، مشيرين إلى أن كل غابة يجب تقييمها والنظر في أمرها بمعزل عن المزاعم والآراء الشخصية. 
كثير من الأشجار الغابيّة يستغل النيران لحسم المنافسات وإخراج البذور. السَّكُوْيَة العملاقة تحديدًا تعتمد في تكاثرها على النار: فبعدما تقضي النار على النباتات المنافسة، تساعد السكويةَ على إخراج البذور. نتيجة جهود إيقاف الحرق في أوائل القرن العشرين ومنتصفه، صارت الحرائق الخفيفة لا تنشب طبيعيا في كثير من الغابات، وما زالت هكذا في بعضها إلى الآن، وتراكَم الوقود الأرضي، ونمت النباتات نموا قد يؤدي إلى حرائق غابيّة كارثية. بقي الوضع على ما هو عليه حتى السبعينيات، حين بدأت إدارة المتنزهات الوطنية استعمال الحرائق المحكومة لإنتاج بذور جديدة.
يعتمد أيضًا نبات «رماد الجبل» الأسترالي على النار، لكن بصورة أخرى: يحمل هذا النبات بذوره في كبسولات قابلة للاشتعال تكون جاهزة لطرح البذور في أي وقت من العام، وأثناء الحريق تطرح تلك الكبسولات معظم ما فيها من بذور، فتستهلك النار الكَالِبتوسات الناضجة، لكن البذور تنجو باتخاذها الرماد مصدرًا للتغذية، ثم تنمو سريعًا لتُهيمن على الأرض، فتنشأ غابة كَالِبتوسية جديد. 

## الاستعمال الزراعي
يُستعمل الحرق المحكوم أيضًا في الزراعة، ويُشار إلى هذه الطريقة في الدول النامية بـ«القطع والحرق». ويُعد في البلدان الصناعية عنصرًا من عناصر الزراعة المتحولة، إذ يُجهز به الحقل للزراعة. تُدعى هذه الطريقة أيضًا الحرق الحقلي، وتُستعمل في تصفية الحقل من المحاصيل المتبقية، وفي قتل الأعشاب الضارة وبذورها. الحرق الحقلي أقل تكلفة من معظم الطرائق الأخرى، كمبيدات الأعشاب والحراثة. لكنها تُصدر أدخنة وملوثات، فلا يشيع استعمالها في المناطق الزراعية القريبة من الأماكن السكنيّة.
الحرق الحقلي هو مجال بحث تشريعي وتنظيمي في الولايات المتحدة، في كل من الحكومة الفدرالية وحكومة الولايات.

### الجدل
في أوريجون كان مُزارعو بذور الأعشاب يستعملون الحرق الحقلي لتصفية الحقول للمواسم المقبلة عليهم، ولحفز الأعشاب التي لا تخرج بذورها إلا بالحفز الناري. وفي 1981 بدأت إدارة الجودة البيئية في ولاية أوريغون تتطلب من المزارعين تصاريح لحرق الحقول، وزادت المتطلبات صرامة في 1988 بعد حادثة اصطدمت فيها عدة سيارات بسبب الدخان المنبعث من حرق حقلي في ألباني، الذي حجب رؤية سائقِين على «الطريق السريع 5»، فاصطدمت 23 سيارة، ومات 5 أفراد وأصيب 37. أدى هذا إلى رفع درجة التدقيق في الحرق الحقلي، وإلى اقتراحات بحظره تمامًا في الولاية.